# Levon Ter-Petrosyan
Levon Hakobi Ter-Petrosyan (em armênio/arménio:  Լևոն Հակոբի Տեր-Պետրոսյան; Alepo, 9 de janeiro de 1946), também conhecido por suas iniciais LTP, é um político armênio que serviu como primeiro presidente da Armênia de 1991 até sua renúncia em 1998. Pesquisador sênior do Matenadaran, ele liderou o movimento Karabakh pela unificação do Nagorno-Karabakh, povoado por armênios, com o território da Armênia em 1988. Após a independência armênia da União Soviética em 1991, Ter-Petrosyan foi eleito presidente em outubro de 1991 com um esmagador apoio popular. Ele liderou o país durante a Primeira Guerra do Nagorno-Karabakh com o vizinho Azerbaijão.
Ter-Petrosyan foi acusado de fraudar as eleições de 1996, fazendo com que milhares de pessoas fossem às ruas protestar contra os resultados. Os manifestantes foram liderados pelo vice-campeão, Vazgen Manukyan, ex-colega de Ter-Petrosyan e seu primeiro primeiro-ministro e posteriormente ministro da Defesa. As manifestações de massa foram suprimidas pela força militar. Devido a desacordos com os principais membros do governo sobre uma proposta de paz para o conflito de Nagorno-Karabakh, especialmente o ministro da Defesa Vazgen Sargsyan e o primeiro-ministro Robert Kocharyan, Ter-Petrosyan renunciou em 3 de fevereiro de 1998.
De sua renúncia até 2007, Ter-Petrosyan ficou inativo na cena política, porém, ele fez um retorno em setembro de 2007 e concorreu à presidência em 2008. Ele enfrentou um de seus ex-membros do governo, na época o primeiro-ministro Serzh Sargsyan. De acordo com o resultado oficial, ele obteve 21,5% dos votos totais. Ter-Petrosyan afirmou que as eleições foram fraudadas e levaram milhares de seus apoiadores a protestos em massa contra a suposta fraude eleitoral e convocou novas eleições. Após uma semana de protestos em massa, o governo usou a força policial e militar para dispersar seus apoiadores, resultando na morte de dez pessoas em 1º de março de 2008.
Em 1º de agosto de 2008, Ter-Petrosyan fundou o Congresso Nacional Armênio (ANC), que incluía mais de uma dúzia de partidos políticos e ONGs. Sendo o principal partido da oposição na Armênia na época, o ANC estava fora do parlamento e estava principalmente envolvido na luta de rua contra o governo de Serzh Sargsyan. Eles organizaram comícios em massa em 2011, forçando o governo a fazer várias concessões políticas. Nas eleições parlamentares de 2012, o ANC recebeu 7,1% do voto popular, ganhando 7 assentos. O partido de Ter-Petrosyan perdeu esses assentos nas eleições seguintes e não entrou no parlamento desde então. Ele liderou a lista eleitoral do ANC durante as eleições parlamentares em junho de 2021, onde o partido novamente não conseguiu entrar no parlamento.